# Butlers Chocolates
La Butlers Chocolates è una compagnia dolciaria irlandese specializzata in produzione di cioccolato di alta qualità e nella gestione di caffetterie di cioccolato fondata nel 1932 a Lad Lane, Dublino, da Marion Bailey-Butler, un'imprenditrice di origine indiana aspirante alla creazione di una fabbrica di prodotti di cioccolateria di lusso, come Chez Nous Chocolates. Nel 1959 l'azienda fu rilevata dall'imprenditore di Cork Seamus Sorensen, il quale nel 1984 ribattezzò la società Butlers Irish Chocolates in memoria della fondatrice Marion Butler. Nel 1989 nella centrale Grafton Street della capitale irlandese fu inaugurato il primo outlet per la vendita diretta alla clientela dei propri prodotti: l'apertura del negozio fu il precursore dell'apertura di una catena di locali di cioccolateria che sarebbero poi stati denominati Butlers Chocolate Café.

## Storia
Dopo l'esercizio capostipite ne furono aperti in totale altri ventiquattro, tra cui uno a Londra; a questi ne vanno aggiunti alcuni gestiti in franchising in Medioriente e Sudasia (situati in Paesi come Bangladesh e India). L'inaugurazione del primo Butlers Chocolate Café ufficiale avvenne nel 1998 nella Wicklow Street di Dublino. L'attività del locale consisteva appunto nel consumo di bevande a base di cioccolato, oltre alla vendita di specialità cioccolatiere di pregio prodotte dall'azienda. Nel 2003 arrivarono i primi riconoscimenti ufficiali per la Butlers Chocolates, con il conferimento del Brand Marketing Award dalla Bord Bia (organizzazione statale mirante alla promozione delle attività agroalimentari e al consumo di cibo irlandese in generale) negli Irish Food and Drink Industry Awards. Nel 2007 viene aperto il primo Butlers Chocolate Cafe a Wellington, in Nuova Zelanda. L'anno successivo l'azienda riceve altri due premi nella Shopfitting & Display Industry Awards 2008; nel corso degli anni a seguire la società sarà insignita di diversi titoli di merito. Nel 2009 viene aperto un Butlers Chocolate Café a Karachi, Pakistan; un secondo locale verrà aperto nel Paese nel 2012, insieme ad un altro in Oceania. Contemporaneamente la compagnia prosegue nella sua attività di manifattura di cioccolato di alta qualità, business che dalla fondazione ad oggi ha portato la Butlers Chocolates ad essere riconosciuta in Irlanda la più nota fra le aziende del Paese attive nel business della produzione di cioccolato (e una delle eccellenze mondiali dedicate alla creazione di specialità cioccolatiere e dolciarie di gamma superiore).

## Situazione attuale
La società nel 2017 ha realizzato un fatturato di 22.8 milioni di € e generato utili per 2.6 milioni di €. La compagnia, che rimane una società privata interamente posseduta dalla famiglia Sorensen, ha intensificato i suoi canali di vendita online per la promozione e vendita dei propri prodotti, azione dettata anche dalla decisione di corroborare la diffusione della conoscenza verso il pubblico del proprio brand, tuttora considerato un marchio di nicchia conosciuto perlopiù da esperti e appassionati del settore e non molto noto fuori dai confini irlandesi. Nel 2018 la società irlandese ha raggiunto un accordo con le compagnie aeree degli Emirati per la fornitura di proprie specialità di cioccolato riservate ai passeggeri di prima classe. Nel deal è previsto il rifornimento da parte di Butlers Chocolate di oltre 50.000 prodotti di cioccolato di lusso al mese agli utenti di prima classe delle aerolinee degli Emirati.